# روبرت لويد
روبرت لويد (بالإنجليزية: Robert Lloyd)‏ هو مغني ومغني أوبرا بريطاني، ولد في 2 مارس 1940 في ساوثند أون سي في المملكة المتحدة.

## وصلات خارجية
- روبرت لويد على موقع IMDb (الإنجليزية)
- روبرت لويد على موقع ميوزك برينز (الإنجليزية)
- روبرت لويد على موقع قاعدة بيانات الأفلام السويدية (السويدية)
- روبرت لويد على موقع أول ميوزيك (الإنجليزية)
- روبرت لويد على موقع ديسكوغز (الإنجليزية)
- روبرت لويد على موقع قاعدة بيانات الفيلم (الإنجليزية)
- روبرت لويد على موقع كينوبويسك (الروسية)